# Podróż apostolska Jana Pawła II do Polski i na Węgry
52. podróż apostolska Jana Pawła II odbywała się od 13 sierpnia do 20 sierpnia 1991. Papież odwiedził Polskę oraz Węgry.

## Wizyta w Polsce
Była to druga w 1991 wizyta Jana Pawła II w ojczyźnie. Papież przyjechał do Polski w czerwcu odbywając swą 51. podróż apostolską. Powodem ponownego przyjazdu były zorganizowane w dniach 13-16 sierpnia w Częstochowie 6. Światowe Dni Młodzieży.
W pierwszym dniu wizyty papież odwiedził Uniwersytecki Szpital Dziecięcy w Krakowie-Prokocimiu, gdzie spotkał się z dziećmi, rodzicami i personelem. Papież poświęcił następnie nową siedzibę Akademii Teologii Katolickiej w dawnym Domu Długosza. Podczas mszy odprawionej na krakowskim rynku, w obecności prezydenta RP Lecha Wałęsy, Jan Paweł II dokonał beatyfikacji tercjarki franciszkańskiej Anieli Salawy.
W drugim dniu wizyty papież odwiedził krakowski klasztor sióstr sercanek, które współpracowały z sekretarzem papieskim Stanisławem Dziwiszem, tworząc familia papae na Watykanie. Jan Paweł II w krótkim pozdrowieniu przypomniał o beatyfikacji założyciela zgromadzenia bpa Józefa Sebastiana Pelczara, która miała miejsce 2 czerwca 1991 w Rzeszowie. Następnie Jan Paweł II poświęcił kościół-wotum św. Piotra w Wadowicach. Po wizycie w Wadowicach przyleciał do Częstochowy. W Częstochowie papież przebywał w sanktuarium na Jasnej Górze, gdzie odmawiał w poszczególne dni modlitwę apelu jasnogórskiego, odprawił mszę św. z uczestnikami Światowych Dni Młodzieży, spotkał się z uczestnikami Kongresu Teologów Europy Środkowowschodniej oraz radnymi miasta. Dokonał też poświęcenia gmachu Seminarium Duchownego Diecezji Częstochowskiej. Papież opuścił Częstochowę 16 sierpnia, skąd udał się na lotnisko w Balicach. Na lotnisku papieża żegnali m.in. prezydent Lech Wałęsa i prymas Polski kard. Józef Glemp. Z Krakowa Jan Paweł II odleciał na Węgry.

## Wizyta na Węgrzech
Jan Paweł II przybył do Budapesztu 16 sierpnia 1991. Na lotnisku Ferihegy został przywitany m.in. przez prezydenta Árpáda Göncza i prymasa Węgier László Paskaia. Jeszcze tego samego dnia papież sprawował eucharystię przed bazyliką katedralną w Ostrzyhomiu. Papież odwiedził też siedzibę węgierskiego parlamentu, gdzie spotkał się z parlamentarzystami, a następnie pozdrowił mieszkańców Budapesztu, zgromadzonych na brzegu Dunaju.
W drugim dniu wizyty Jan Paweł II odprawił mszę św. na lotnisku w Peczu. W zgromadzeniu, oprócz Węgrów, wzięli udział pielgrzymi z krajów ościennych: Rumunii, Serbii, Austrii, Chorwacji, Słowenii i Niemiec. W koncelebrze znaleźli się m.in. kardynałowie i biskupi: Mihály Mayer, József Cserháti, Antal Jakab, Lajos Bálint, János Pénzes, Franjo Kuharić, Ćiril Kos. 17 sierpnia papież spotkał się w Budapeszcie z przedstawicielami świata kultury i nauki oraz korpusem dyplomatycznym.
W trzecim dniu wizyty na Węgrzech 18 sierpnia Jan Paweł odwiedził sanktuarium maryjne w Máriapócs na wschodzie Węgier, gdzie odprawił liturgię w rycie bizantyjskim. Następnie wziął udział w celebracji ekumenicznej w Debreczynie, drugim co do wielkości mieście Węgier. Po powrocie do nuncjatury w Budapeszcie miało miejsce spotkanie papieża z reprezentantami wspólnoty wyzniania mojżeszowego.
19 sierpnia Jan Paweł II odprawił mszę św. na lotnisku w Szombathely, nieopodal granicy z Austrią. Tego samego dnia w kościele św. Macieja na zamku królewskim w Budapeszcie miało miejsce spotkanie z seminarzystami. Na Stadionie Ludowym papież spotkał się z młodzieżą.
W ostatnim dniu wizyty papież Jan Paweł II spotkał się z osobami w podeszłym wieku i chorymi w bazylice św. Stefana. Na budapesztańskim placu Millenijnym Jan Paweł II odprawił mszę. Po spotkaniu z episkopatem węgierskim i oficjalnym pożegnaniu na Lotnisku w Budapeszcie papież odleciał do Włoch.